# Колбашев, Евгений Витальевич
Евгений Витальевич Колбашев (род. 26 августа 1958 года, Иваново) — барнаульский музыкальный продюсер, организатор концертов и рок-фестивалей, музыкальный журналист. В июне 2014 года награждён премией "Латунный винт" за вклад в развитие фестивального движения в России

## Биография
В 1981 году закончил Барнаульский государственный педагогический институт. В 1987—1991 гг. — президент Барнаульского рок-клуба. В это время в Барнауле были проведены легендарные фестивали «Рок-периферия-1987», «Рок-периферия-1988», «Рок-периферия-1989» и «Рок-Азия» (в 1990 г.).
В 1991 г. Евгений Колбашев организовал концертное агентство «Рок-Азия», занимавшееся проведением концертов и гастрольных туров российских и зарубежных исполнителей. В частности, гастрольный тур голландской группы No Longer Music включал в себя концерты в СССР (от Москвы до Улан-Батора) и 20 концертов в Монголии, затем выступления во Вьетнаме и Западной Европе. Колбашевым были организованы в Барнауле многочисленные концерты всех ведущих российских рок-команд («Машина времени», «Аквариум», «Алиса», «ДДТ», «Агата Кристи», «Наутилус Помпилиус», «Гражданская оборона», «Ва-банк», «Колибри» и т. д. — более 40 групп), видных западных исполнителей — Nazareth, Uriah Heep (Великобритания), Young Gods (Швейцария), Pinokkio Vampire (США), Peter Hammill (Великобритания), Marc Almond (Великобритания), Laibach (Словения), Attwenger (Австрия) и т. д.
С 1998 по 2000 гг. Евгений Колбашев работал в концертном агентстве «Радуга». За это время при его активном участии в Горном Алтае (Туркомплекс «Катунь» (Чемальский район)) проведены два фестиваля: «В горах, на быстрой реке» (1999г.) и «Катунь-2000» 2000 г.), с участием групп «Машина времени», «Аквариум», «Пикник», «Чиж и К», «Алиса», «Ю-Питер», «Чайф», «Ва-банк», «АВИА», «Крематорий», «Tequilajazzz», «Zdob Si Zdub», «Калинов мост», сибирских команд «Будни лепрозория» (Томск), «The 9» (Барнаул), «Чёрный Лукич» (Новосибирск) и т. д. В качестве директора алтайского горловика Болота Байрышева организовывал его туры по Европе, участвовал в концертах с Joe Zawinul («Weather Report»).
В 1994 году информация о Колбашеве была включена в энциклопедию Euro Pop Book: International Rock and Pop Music Directory.
В 2001—2006 гг. был концертным директором Бориса Гребенщикова и группы «Аквариум» (Санкт-Петербург). За это время организовал гастрольные туры группы по России, США, Канаде, Германии, Швейцарии, Прибалтике, Украине, Белоруссии.
В 2008. г возвратился в Барнаул и вернулся к музыкально-организаторской деятельности. Провёл многочисленные концерты, преимущественно джазменов из США — John Zorn, Ricchie Cole, Jessie Jones и т. д., а также российские туры следующих исполнителей — Robert Lighthouse (c 2008 по 2014 г.г. организовано 17 туров в России, общее количество концертов — более 180), Lazy Lester (США), Niki Buzz (США), Mamas Bad Boys (США-Голландия), JC Smith (США), SOBO BLUES BAND (США-Израиль), Jimmy Burns (США), Sharon Lewis (США), Deitra Farr (США), Phil Speat (США), Guy Davis (США), Jose Luis Pardo (Испания), Blues Trio (Швеция — Сербия), Abdu Salim (Франция), Blues Company (Германия), Bert Deivert&Brian Kramer (Швеция), Yat-Kha (Россия), НОМ (Россия) и др.
С 2013 г. работает директором группы «Ива Нова» (Санкт-Петербург).
В 2010—2014 г.г. принимал участие в фестивалях Ural Blues, «Архангельск Блюз», Blues&Bottle, «Дельта Невы», «Дикая мята», «Белый шум», «Живая вода» и др.

## Менеджмент
- 1991-1994 – директор группы «Миссия: Антициклон».
- 1995 – директор фолк-ансамбля «Песнохорки».
- 1995-1997 – директор Болота Байрышева (Горный Алтай).
- 1996-2001 – директор группы «Чёрный Лукич».
- 2001-2006 – гастрольный директор Бориса Гребенщикова и группы «Аквариум».
- 2013 - настоящее время - директор группы "ИВА НОВА".

## Организация гастрольных туров в России и экс-СССР
- «No Longer Music» (Нидерланды), 1991, 6 концертов
- Lee Benken (США), 1992, 4 концерта
- «Аквариум» (2001-2006).
- «Крематорий», середина 90-х
- «Машина времени», середина 90-х
- Robert Lighhouse (США), 2008-2014, 180 концертов
- Niki Buzz (США), 2009, 4 концерта
- Lazy Lester (США), 2009, 5 концертов
- Mamas Bad Boys (США-Голландия),2010, 7 концертов
- Julius Green (США), 2010, 3 концерта
- Yat-Kha (Россия), середина 90-х, 2008-2014, 30 концертов
- Болот Байрышев (Россия), середина 90-х, 2008-2014, 50 концертов
- Ken Hyder-Tim Hodgkinson (Великобритания), середина 90-х, 2012, 20 концертов
- SOBO Blues Band (США-Израиль), 2011-2017, 60+ концертов
- Lorenzo Thompson (США), 2011, 7 концертов
- JC Smith (США), 2012-2014, 67 концертов
- Jimmy Burns (США), 10 концертов
- "ИВА НОВА" (Россия), 2013-2014, 40 концертов
- Вадим Степанцов (Россия), 2012-2014, 18 концертов
- НОМ (Россия), 2012-2014, 15 концертов
- Blues Company (Германия), 2013-2014, 41 концерт
- Phil Speat (США), 2014, 25 концертов
- Deitra Farr (США), 2014, 12 концертов
- Sharon Lewis (США), 2014, 10 концертов
- Guy Davis (США), 2014, 10 концертов
- Jose Luis Pardo (Испания), 2012 - 2014, 32 концерта
- Abdu Salim (Франция), 2012-2013, 19 концертов
- Blues Trio (Сербия - Швеция), 2014, 11 концертов

## Организация гастрольных туров за рубежом
- «No Longer Music» (Нидерланды): Монголия, Вьетнам.
- Болот Байрышев: Польша, Австрия, Венгрия. Германия, Швейцария, Италия, Голландия, Франция.
- «Аквариум»: США, Канада, Германия, Швейцария, Эстония, Латвия, Литва, Украина, Белоруссия.
- Sharkiat: Польша.
- Фолк-ансамбль «Юность»: Финляндия.

## Музыкальная журналистика
Евгений Колбашев написал ряд статей для книг: Артём Троицкий «Рок-музыка в СССР», Алексеев А., Бурлака А., Сидоров А. «Кто есть кто в советском роке». Входил в редакцию самиздатовского журнала «ПНС (Периферийная нервная система», издававшегося движением «Рок-периферия» в 1990-1991 гг. В 80-90 гг. вёл музыкальные рубрики в барнаульских газетах «Молодёжь Алтая», «Свободный курс», «Купи-продай», авторские программы на радиостанциях «Радиокрай» (1991-1993 гг.), «Серебряный дождь в Барнауле» (с 2008 г.), на телевидении ГТРК «Алтай».